# Вадим Гірда
Вадим Гірда (нар. 15 січня 1971) — румунський фотограф.
Одна з його фотографій була обрана журналом Time серед 100 найкращих фотографій 2022 року.

## Життєпис
Вадим Гірда приєднався до Associated Press у 1990 році у віці 18 років. Закінчив Технічний університет цивільних інженерів у Бухаресті (1992, спеціальність — цивільне будівництво).
Він почав з висвітлення складних соціальних і політичних заворушень, спричинених переходом від тоталітарного правління до демократії після падіння Берлінської стіни. У Румунії — громадянські заворушення, шахтарські бунти, широкомасштабна корупція на високому рівні, проголошення Молдовою незалежності від Радянського Союзу та війна за незалежність у Придністров'ї, в Україні — протести перед поваленням Михайла Горбачова на початку 1990-х років і розпад СРСР.
Наприкінці 1990-х висвітлював розпад Югославії, війну в Боснії і Герцеговині, антимілошевицькі демонстрації в Белграді, війни в Косові й у Македонії. У 2001—2005 роках висвітлював близькосхідні конфлікти в Ізраїлі та Іраку. У 2014 році висвітлював спробу анексії Криму Росією та війну на Донбасі, а також очолювану США кампанію бомбардувань проти угруповання «Ісламська держава» в сирійському місті Кобані.
Його репортажі для Associated Press про повномасштабне російське вторгнення в Україну принесли йому дві нагороди Премії військових кореспондентів Байо-Кальвадосу у 2022.

## Нагороди
- нагорода головних редакторів Associated Press (2000, 2001, 2003)[3],
- I місце конкурсу фотографій редакторів та видавців (2001)[3],
- II премія National Headliner Awards, 1-а премія (2002)[3],
- I місце семінару з фотожурналістики в Атланті (2007, 2015)[3],
- премія Кларіона (2008)[3],
- I премія Національної асоціації фотокореспондентів США (2013)[3],
- II місце World Press Photo, Contemporary Issues, за «Перетин мігрантів» (2017)[3],
- громадська премія військових кореспондентів Байо-Кальвадосу — категорія фото / Французька агенція розвитку за війну в Україні (2022)[5][7],
- премія Байє для військових кореспондентів — категорія фото, II премія — за репортаж з України «Облога Маріуполя» (2022)[5][7].